# Parc Louis-Bourget

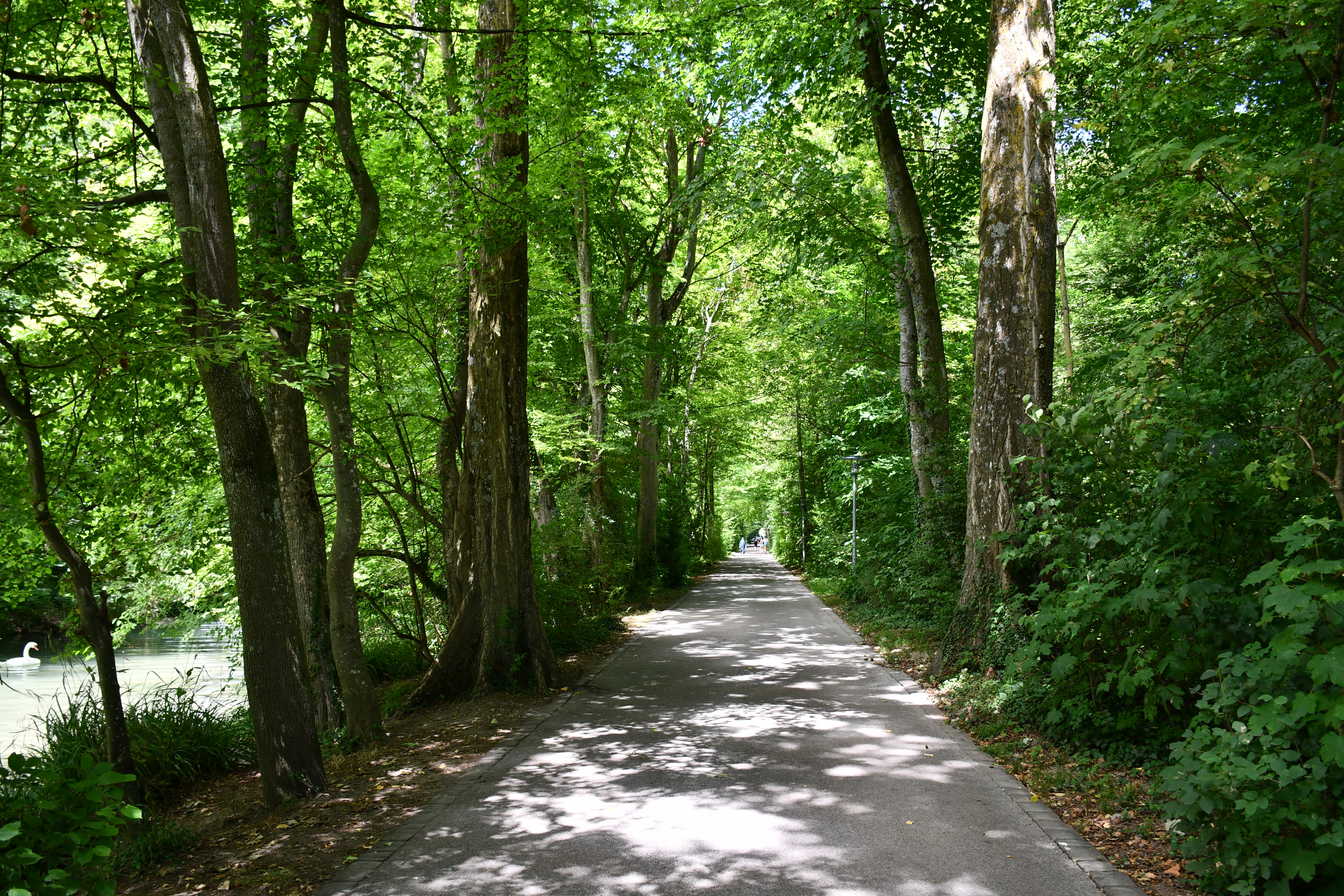
La promenade de Vidy, le long de la Chamberonne, à l'extrémité ouest du parc Louis-Bourget.

Le parc Louis-Bourget est une zone de verdure, une réserve naturelle et ornithologique, enfin une zone de détente située sur la rive du lac Léman, à Lausanne, dans le secteur de Vidy.

## Historique
Ce site est resté longtemps une zone marécageuse, plutôt délaissée. On y trouvait l'ancien gibet de Lausanne, où, entre autres, le major Abraham Davel a été décapité le 24 avril 1723. Le secteur a été fouillé en 1898 par l'archéologue Albert Naef et un monument commémore aujourd'hui la mémoire de ce héros de l'indépendance vaudoise. Les nombreux ossements de condamnés retrouvés à cette occasion ont été déposés provisoirement à la chapelle de la Maladière, puis sans doute ré-enterrés sous le monument élevé en 1899. 
Le nom de parc Louis-Bourget rend hommage à Louis Bourget (1856-1913), professeur de pharmacie et de médecine lausannois, ornithologue passionné, qui a lancé une initiative pour l'achat de nids artificiels à placer dans les parcs et au bord du lac. À son décès, il laisse à la Ville de Lausanne une somme en faveur de la création d'une zone ornithologique protégée.
En 1920, le Conseil communal lausannois décide la création à Vidy, sur la rive gauche de la Chamberonne, d'un « parc naturel réservé aux plantations d'arbres et réserve ornithologique ». En 1941, le statut de réserve naturelle est confirmé pour ce secteur, et cette protection est déclarée perpétuelle en 1950. En limite occidentale, non loin du cours de la Chamberonne, se trouve un étang naturel.
Un ouragan en 1959 a déraciné plus de 2000 arbres. À la suite de ce cataclysme, l'ensemble du parc a été réaménagé et près de 1500 arbres ont été replantés jusqu'en 1962.
Le parc est répertorié au nombre des jardins historiques par le Conseil international des monuments et des sites (ICOMOS), qui dépend de l’UNESCO. Le site figure également au recensement architectural du canton de Vaud. À l’est du parc se trouve le château de Vidy, siège actuel du CIO ainsi qu’une fontaine en granit, vestige de l’exposition nationale suisse de 1964.

Quelques vues du parc
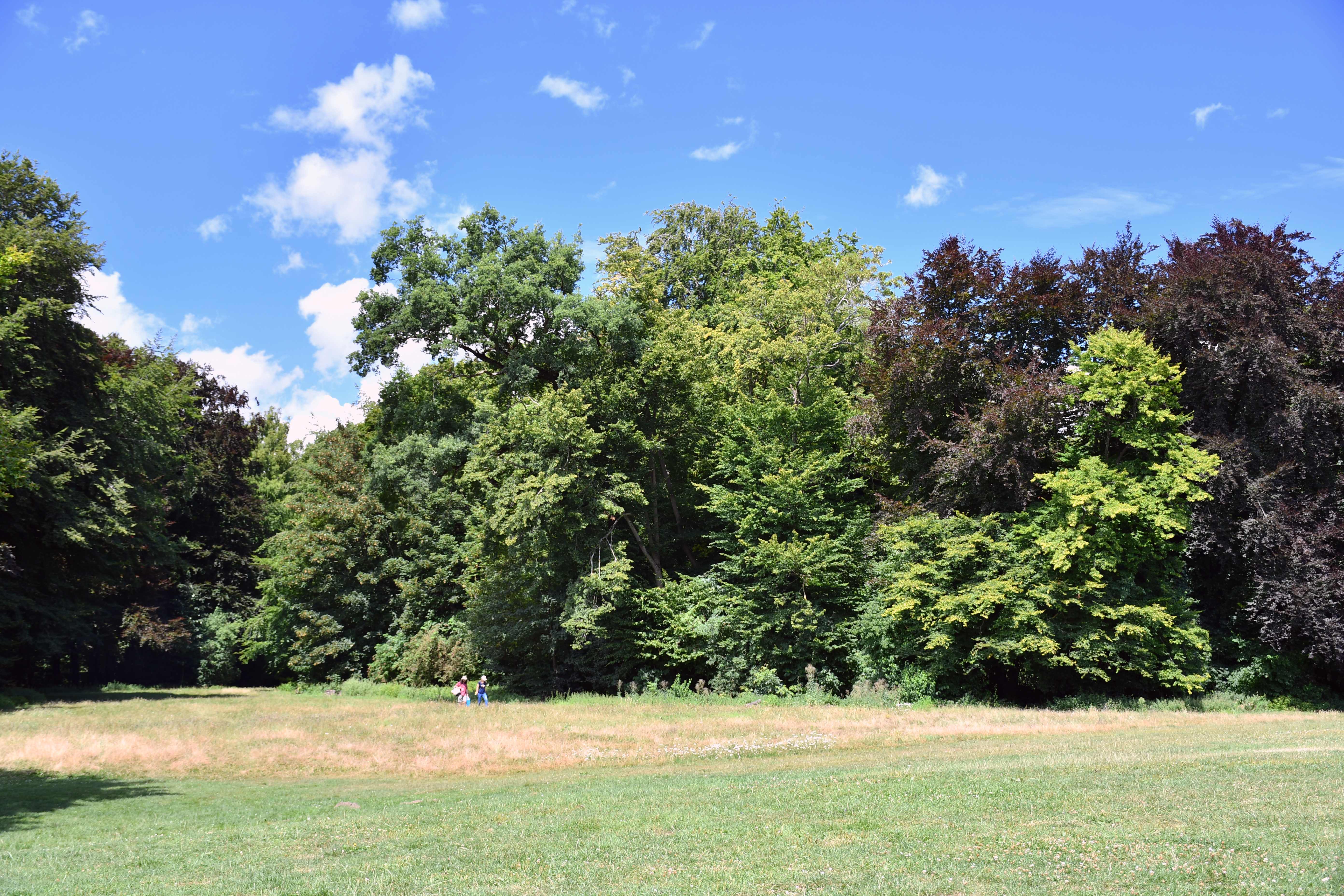
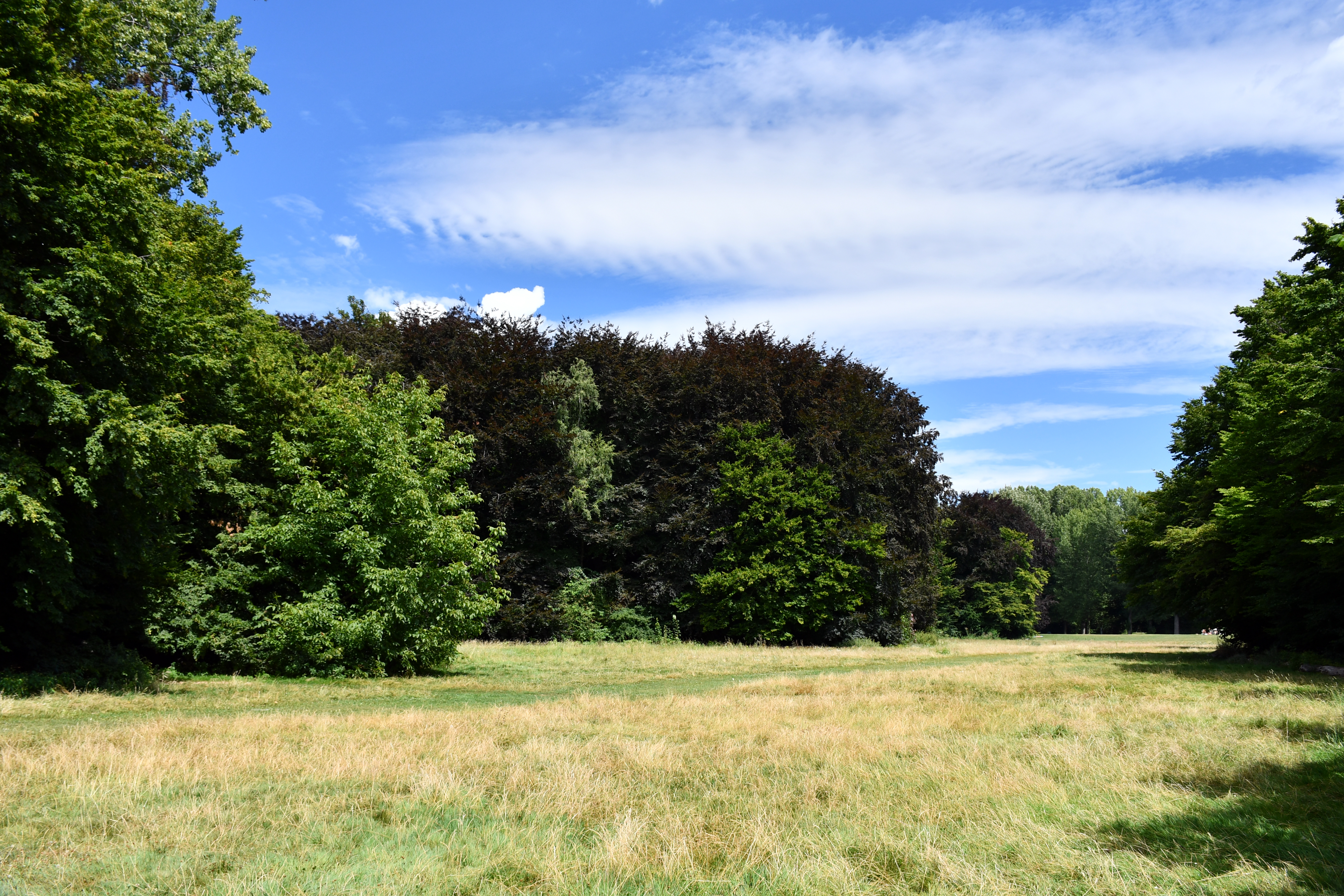
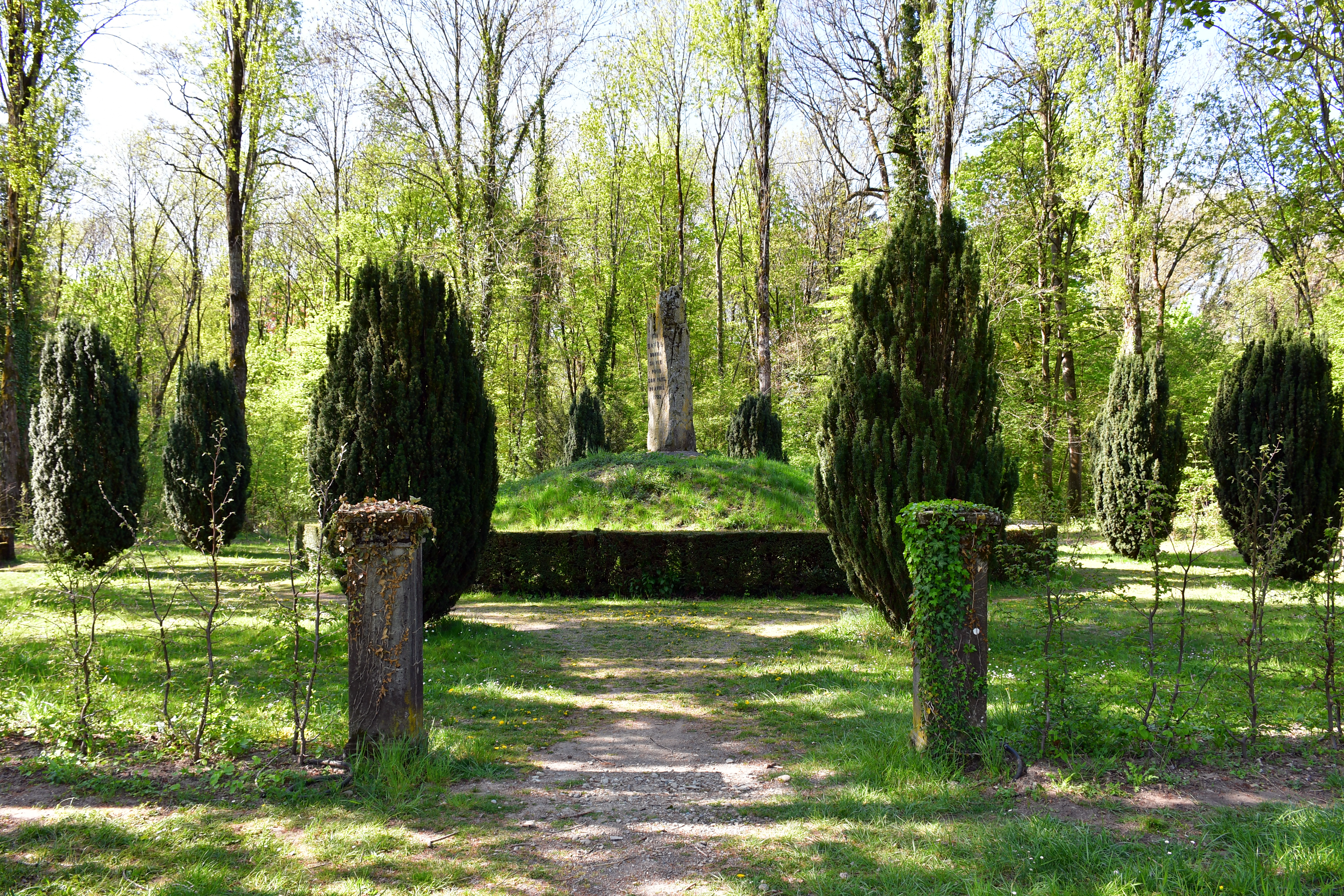
Le monument à la mémoire d'Abraham Davel.
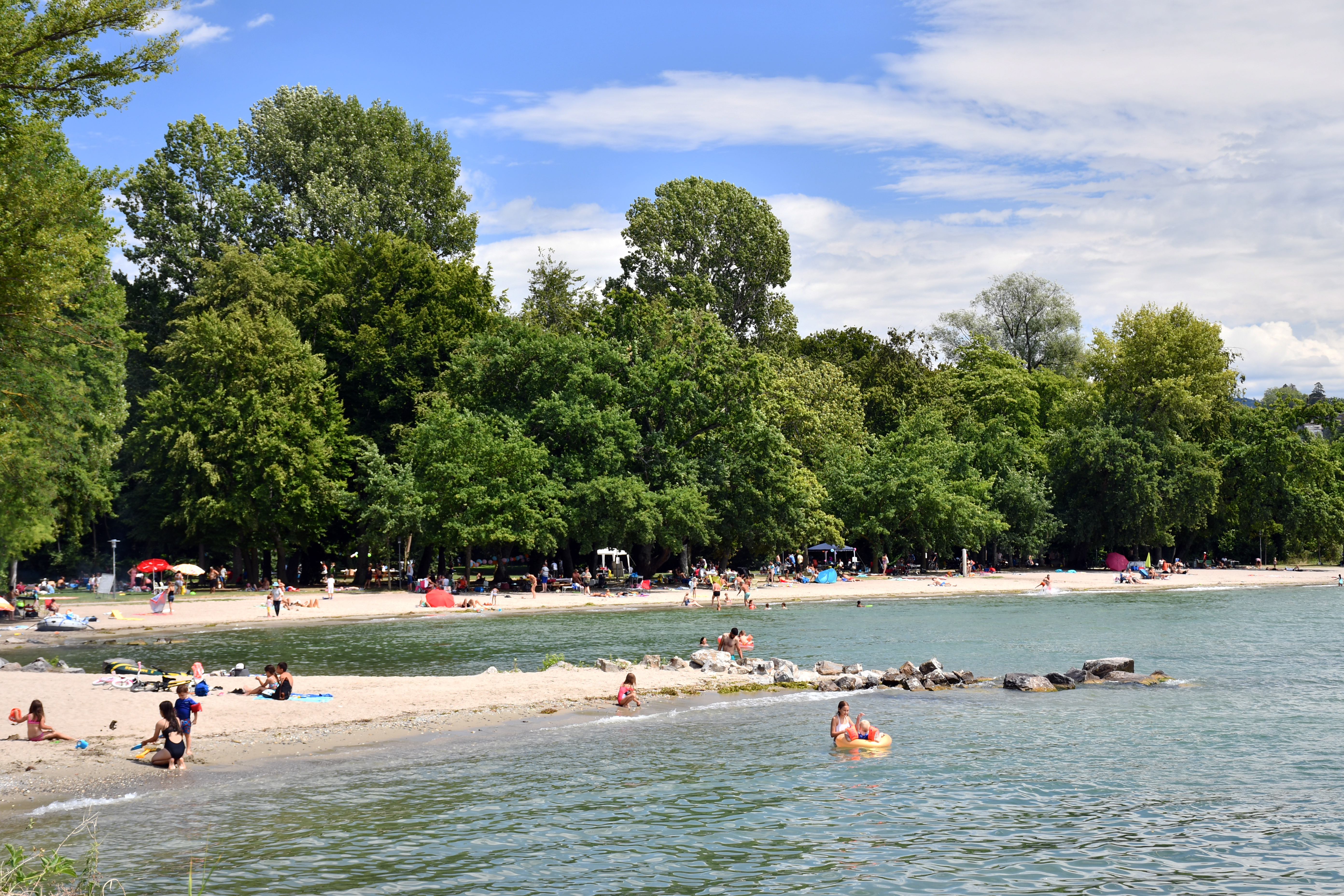
La plage de Vidy, à l'orée du parc Louis-Bourget.

### Lucioles
Une première tentative en 1938 ayant échoué, le Dr Henri Fäs, directeur de la Station fédérale d'essais viticoles et arboricoles, à Lausanne, aidé de son collaborateur Pierre Bovey, renouvelle son expérience en juin 1940 et dépose sur un buisson voisin de l'étang du Bourget une cinquantaine de lucioles d'Italie (Luciola italica). Cette sous-espèce des Luciolinae, appartient à la grande famille des Lampyridae. En dépit de difficultés climatiques, telles que les hivers rigoureux des années 1940-1941, puis, pire encore, de 1941-1942, cette petite colonie importée de Locarno, au Tessin s'est remarquablement acclimatée. Après une décennie, son installation sur ce site lémanique a pu être considérée comme véritablement acquise. Cette colonie d'insectes volants et clignotants (à ne pas confondre avec les vers luisants, dont la brillance est statique) enchantent par leur aspect féérique, et durant une brève période seulement au mois de juin, les nuits chaudes du début de l'été parc Bourget. Cette station est exceptionnelle au nord des Alpes.